# 이원초등학교 관동분교
이원초등학교 관동분교는 대한민국 충청남도 태안군에 있는 공립 초등학교이다.

## 학교 연혁
- 1950년 3월 31일 이원국민학교 관동분교장 설립인가
- 1962년 12월 31일 관동국민학교 설립인가
- 1963년 1월 10일 내리분교 관동국민학교로 이관
- 1963년 3월 1일 관동국민학교 개교
- 1993년 3월 1일 이원국민학교 관동분교장

## 참고 자료
- 이원초등학교관동분교장 - 한국교육학술정보원 학교알리미